# Barkauer Land
Das Barkauer Land besteht aus elf Gemeinden des westlichen Amtes Preetz-Land in Schleswig-Holstein. Diese Gemeinden sind Barmissen, Boksee, Bothkamp, Großbarkau, Honigsee, Kirchbarkau, Klein Barkau, Löptin, Nettelsee, Postfeld und Warnau. Die Region ist durch ein relativ einheitliches landschaftliches Bild und durch Gemeinden ähnlicher Einwohnerzahl (zwischen 185 und 743 Einwohner) und Fläche (zwischen 2,16 km² und 13,8 km²) geprägt. 

## Entstehung
Im Rahmen einer staatlich geförderten ländlichen Struktur- und Entwicklungsanalyse in der Zeit 1997/98 wurde angeregt, die Entwicklung der Region durch einen gemeinsamen Namen, das „Barkauer Land“, und die Bildung eines Bürgervereins zu fördern. Es entstand der „Bürgerverein Barkauer Land“. Dieser Bürgerverein hat sechs ständige Arbeitskreise (Kultur, Kinder und Jugendliche, Senioren, Siedlungsentwicklung und Wirtschaft).
Bekannt ist der seit 2001 regelmäßig stattfindende „Kultursommer im Barkauer Land“. Er hat wesentlich dazu beigetragen, dass das eigentliche Kunstwort „Barkauer Land“ sich in der Bevölkerung der Region und darüber hinaus eingebürgert hat.